# خانه فاطمی
خانه فاطمی مربوط به دوره قاجار است و در نائین، محله نوآباد، میدان شریعتی، جنب مسجد خواجه نائین واقع شده و این اثر در تاریخ ۱۱ دی ۱۳۸۰ با شمارهٔ ثبت ۴۷۰۲ به‌عنوان یکی از آثار ملی ایران به ثبت رسیده است.